# Martynas Yčas
Martynas Yčas (ur. 13 listopada 1885 w Šimpeliškiai koło Birżów, zm. 5 kwietnia 1941 w Rio de Janeiro) – litewski prawnik i polityk, poseł do Dumy Państwowej, wydawca, publicysta, działacz gospodarczy i religijny.

## Życiorys
Urodził się w litewskiej rodzinie ewangelicko-reformowanej na Żmudzi. W 1903 roku rozpoczął naukę w gimnazjum w Parnawie. W latach 1907–11 wraz z bratem Jonasem studiował prawo w Tomsku, jego praca na temat organizacji Kościoła Ewangelickiego-Reformowanego na Litwie została wyróżniona. Po powrocie do Kowna pracował jako asystent adwokata Petrasa Leonasa.
W 1912 roku został wybrany z guberni kowieńskiej do Dumy Państwowej IV kadencji. W czasie I wojny światowej przebywał w Petersburgu. 11 maja 1916 roku został przyjęty na audiencji przez papieża Benedykta XV jako przewodniczący Towarzystwa Litwinów.
Pisywał do litewskiej prasy, m.in. do "Vilniaus žinios", "Viltis", "Vairas" i "Lietuvos aidas". W latach 1914–15 był redaktorem pisma "Vairas", a później przez trzy lata (1916–18) również "Lietuvių balsas". Wraz z księdzem Jakubėnasem redagował przed I wojną światową czasopismo religijne "Kalendarz Birżański" ("Biržų kalendorius").
Po rewolucji lutowej przez krótki czas sprawował urząd wiceministra oświaty w rządzie rosyjskim. Podjął akcję na rzecz uznania autonomii, a później niezależności Litwy przez Rząd Tymczasowy.
W 1918 roku został uwięziony przez bolszewików w Woroneżu wraz z innymi działaczami litewskimi. Po wypuszczeniu na wolność w maju 1918 roku powrócił na Litwę. Zaangażował się w działalność Taryby, zostając jej wysłannikiem na Ukrainie. 13 lipca 1918 roku wszedł oficjalnie w skład Rady. W marcu 1919 roku znalazł się w składzie delegacji litewskiej na Konferencję Pokojową w Paryżu jako zastępca przewodniczącego Voldemarasa.
11 listopada 1918 roku otrzymał nominację na p.o. ministra finansów Litwy, pełnił również funkcję szefa resortu przemysłu i handlu. Przyczynił się do rozwoju litewskiej gospodarki. W grudniu 1918 roku wraz z Adomasem Prūsasem i  Saliamonasem Banaitisem założył Bank Przemysłowo-Handlowy, który istniał do 1926 roku. Zainicjował m.in. powstanie spółki przemysłowo-handlowej "Lietuvos garlaiviai", przedsiębiorstwa leśnego "Eglynas", fabryki oleju "Ringuva", zakładu "Butas" w Kownie, firmy eksportowo-importowej "Dubysa" oraz fabryki tkanin w Poniewieżu.
Brał aktywny udział w życiu społeczności ewangelicko-reformowanej na Litwie. W 1912 roku wszedł w skład Kuratorium Kościoła, później był przewodniczącym Synodu. W 1922 roku zakładał Litewskie Towarzystwo Ewangelików Reformowanych, którego został przewodniczącym. Jego żona Hypatija Yčiene, również kalwinka, stała w latach 1922–23 na czele redakcji pisma reformowanego "Mūsų žodis".
W 1941 roku wraz z rodziną wyemigrował przez Niemcy i Portugalię do Brazylii. Wkrótce zmarł w Rio de Janeiro na atak serca. Został pochowany na cmentarzu św. Jana Chrzciciela w Rio.